# 鐵面人

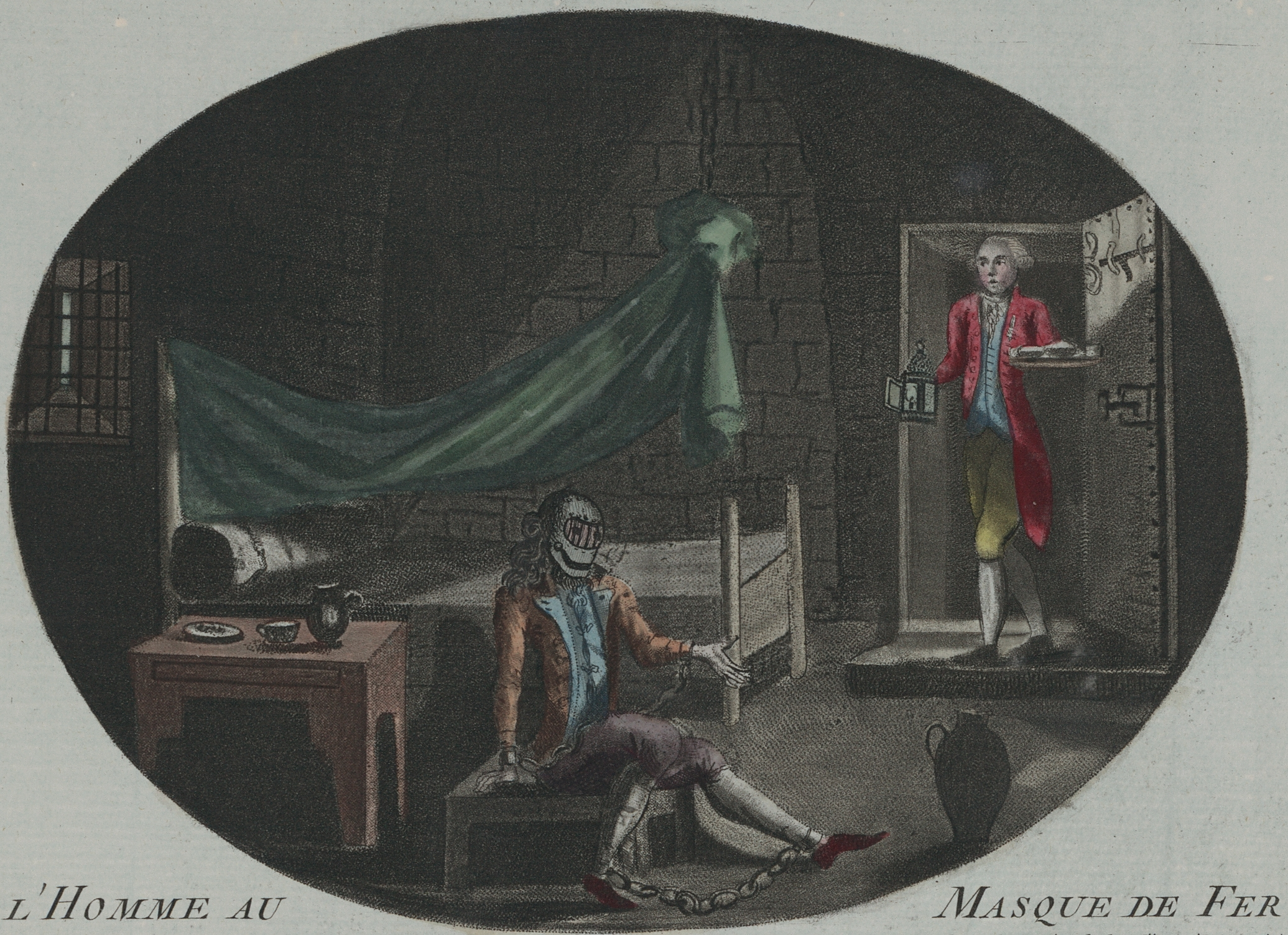
鐵面人，1789年的金屬版畫，作者不詳。該畫的標題稱鐵面人是法王路易十三的私生子韋爾芒杜瓦伯爵路易）

鐵面人（法語：L'Homme au Masque de Fer，1640年—1703年11月19日），下葬时稱作“馬爾基奧利”（Marchioly），是在法國國王路易十四當政期間的神祕囚犯，曾先後被關押於皮內羅要塞（今義大利都靈省皮内罗洛）、巴士底監獄等。由於此人的臉一直戴著一個由絨布製成黑色面具，沒有人見過他的面容，因此他的真實身份曾受到許多著名學者的探討和研究，並成為許多書籍的題材。
在1771年出版的《百科全書上的疑問》（Questions sur l'Encyclopédie）中，伏爾泰宣稱鐵面人是路易十四的長兄、先王的私生子。1840年代末期，大仲馬在其《三劍客》系列冒險故事的最後一章，闡述了鐵面人的身分是路易十四的孿生兄弟。
關於鐵面人的事蹟，人們主要是從監獄警察和在巴黎的上司之間的信件中得知的。

## 生平

### 被捕和投獄
現存最早的關於鐵面人的記載是1669年7月下旬的一封信件。這封信件是路易十四的司法大臣盧福瓦侯爵給皮內羅要塞的典獄長貝尼涅·多韋涅·德·聖馬爾斯的。在這封信件中，盧福瓦侯爵通知德·聖馬爾斯，一位名叫厄斯塔什·多熱（Eustache Dauger）的犯人將於下個月或其他時間到達。
盧福瓦指示聖馬爾斯準備一間有複雜的門的牢房，其中一扇門在其他門的上方，用以防止外面的人聽到裡面的談話。聖馬爾斯本人則被允許僅用一天的時間探視該犯人，目的是為了給他提供食物和其他他所需要的物品。同時，多熱也接到命令，如果他膽敢言及對必須物品的要求之外的話題，他將被殺害。但是，根據盧福瓦的說法，囚犯應該不需要太多，因為他「只是一個僕人」。
歷史學家們注意到，「厄斯塔什·多熱」的名字的筆跡與書信的其他部分不同，這意味著此書信是由盧福瓦侯爵的秘書在侯爵的口述下寫成的，然後第三者（即有可能是侯爵本人）將犯人的名字補了上去。
此人是在敦克爾克被當地的軍防司令亞歷山大·德·沃魯瓦（Alexandre de Vauroy）逮捕的，並於八月底被送到皮內羅要塞。一些被臆造的證據證明他的被捕完全是在加來編造的，甚至當地的總督也是被告知此事的——當時沃魯瓦正在捉拿一些迷路進入法國境內的西屬尼德蘭士兵。
第一個關於鐵面人身份的傳說認為他是一位法國元帥，正是基於這一點。許多關於鐵面人傳說的版本中，聲稱鐵面人終身戴著面具，這更有可能是鐵面人是在轉押途中，或是監獄中有人來參觀時才戴上的。

### 鐵面人充當僕人

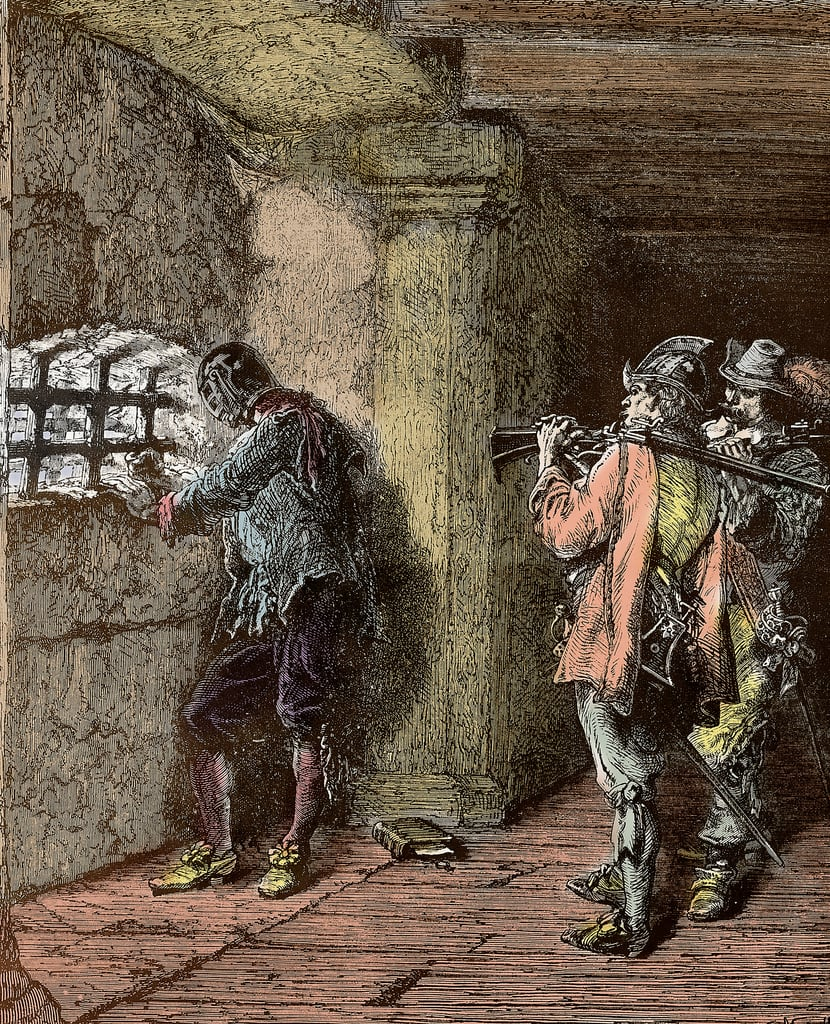
鐵面人的插圖，約繪於1872年

皮內羅監獄，正如後來多熱被押解到的其他監獄一樣，是專門關押能夠令國家感到困窘的人士的地方，在當時往往只關押一小撮犯人。
當時關押在皮內羅監獄的犯人包括一位義大利外交官埃爾科萊·安東尼奧·馬蒂奧利伯爵，他在義大利與法國的卡薩萊蒙費拉托要塞交易事件中被法方認為出賣了法國，因此被扣押。此外還有尼古拉斯·富凯，他曾出任法國的財政總管，被路易十四以侵吞國家財產的罪名逮捕；以及未經國王同意，擅自與國王堂妹訂婚的洛贊侯爵。富凱的牢房在洛贊的上面。
在寫給盧福瓦的信件中，聖馬爾斯描述多熱是一個文靜的人，從來不惹麻煩。他「聽任上帝意願和國王旨意的安排」，與之相比，其他被關押的人則不是經常抱怨，就是常常策劃越獄，或者乾脆就瘋掉。
多熱並非一直都是與其他犯人隔離開來。健康而重要的犯人通常擁有自己的貼身男僕，例如富凱就由一個叫拉里維耶（La Rivière）的人伺候著。然而這些貼身男僕事實上就像他們的主人一樣，不能離開監獄，因此極少人願意充當這樣的志願者。由於拉里維耶經常生病，聖馬爾斯向上級提出讓多熱充當富凱的男僕的請求。1675年，路瓦同意了這一安排，然而有一個條件：必須是在拉里維耶生病無法伺候富凱的時候，而且多熱伺候富凱時，不能有其他任何人在場。例如，如果富凱與洛贊侯爵會面，多熱不得在場。
鐵面人充當男僕的事實是一個重要的線索。富凱沒有被釋放的指望，所以他與多熱會面無關緊要；而洛贊侯爵最終則是要被釋放的，因此，在不讓洛贊侯爵知道鐵面人的存在是非常重要的，以免他出獄後散佈謠言。歷史學家也曾就十七世紀王室成員充當僕人的草案起過爭論，感到不可思議。一些認為多熱在某種程度上與國王有親屬關係的人認為，這樣使王室的名聲受到敗壞。
在富凱死後（1680年），典獄長聖馬爾斯發現了富凱與洛贊侯爵牢房之間的秘密地道。他認為二人已經在監獄看守的眼皮底下互相聯絡過，而且洛贊一定意識到了多熱的存在。盧福瓦指示聖馬爾斯將洛贊遷往富凱的牢房，並告訴他多熱和拉里維耶已經被釋放。事實上，多熱和拉里維耶被關押到了監獄的另一個地方，他們的存在是一個高級機密。

### 其他犯人
洛贊侯爵於1681年被釋放。不久以後，聖馬爾斯被調任埃西萊斯要塞監獄（在今義大利埃西萊斯）的典獄長。他在赴任之時，同時帶上了拉里維耶和多熱二人。1687年1月，拉里維耶死去；5月，聖馬爾斯攜多熱遷往萊蘭群島的聖瑪格麗特島。
在前往聖瑪格麗特島的途中，囚犯中間出現了關於一個戴有鐵面具的囚犯的傳言。多熱再次被投入一間擁有複雜的門的牢房之中。
1698年9月18日，聖馬爾斯調任巴黎的巴士底監獄典獄長。他攜多熱前往赴任。他被關在Bertaudière塔的一個預先佈置好的、擁有三個房間的單獨牢房裡。要塞的副司令德·羅薩爾熱（de Rosarges）前去看望他，容卡中尉（Lieutenant du Junca）注意到該犯戴著「一個黑色絲絨布的面具」。
這名先前被稱作「多熱」的戴面具的囚犯，於1703年11月19日死去。次日，他被以「馬爾基奧利（Marchioly）」的名字埋葬。他所使用過的傢俱和衣服在事後全部被銷毀了。
1711年，路易十四的弟媳帕拉蒂尼夫人，在一封寫給她姑姑索菲婭的信中提到，那個犯人「身邊有兩個火槍手，如果他掀開面具，將被立即殺死」。她對犯人的描述非常認真，聲稱該犯人受到了很好的照顧，並且能得到一切他想要的東西。也許應該注意到，公爵夫人應該沒有見過犯人，因為犯人已經在八年前死去。她更像是在講述一個宮中的傳言。

## 真实身份
關於這位神秘囚犯的傳說，以及監獄看守對其看管之嚴密，立刻引起大家的關注，並產生種種傳聞。此事幾乎有一百多種猜測，而且許多書籍以此事為寫作材料。現存的一些關於鐵面人的信件被捐贈出來，而且非常著名。可能依據被渲染過的版本的故事，後世的評論者提出了一些自己的理論。
當時關於鐵面人真實身份的猜測，包括一位法國元帥，或英格蘭共和國護國公理查·克倫威爾，或者博福爾公爵。後來，許多知名人士（如伏爾泰和大仲馬）將鐵面人的事蹟當作寫作的題材。
也有人認為，鐵面人是一位著名人士，他與真名叫「多熱」的人當時同被關在皮內羅監獄裡。

### 國王親屬說
伏爾泰認為鐵面人是安妮王后與樞機主教馬薩林的私生子，也就是法國國王路易十四的同母異父弟。很難說明此事的嚴重性。大仲馬在他的小說《布拉熱洛納子爵》中採用了這種說法，但把鐵面人的身份寫成是路易十四的孿生兄弟。大仲馬的觀點為目前許多有關鐵面人的電影所採用。
休·羅斯·威廉姆森（Hugh Ross Williamson）則反對這一觀點，認為鐵面人是路易十四的生父。他指出，路易十三對王后安妮關係非常疏遠，然而路易十四卻「神奇地」在他們關係惡劣的二十年之間出生（1638年），意味著路易十三根本就不是路易十四的生父。
根據威廉姆森的觀點，法國樞機主教黎塞留公爵為安妮王后指定了一個替身，與王后親熱並且生下了子嗣。這名替身可能是亨利四世的私生子或者私生孫。根據王位的繼承順序，應當由路易十三的弟弟奧爾良公爵嗣位。然而奧爾良公爵也是黎塞留的政敵。如果奧爾良公爵即位，黎塞留不僅會失去權力和官職，而且性命難保，所以必須阻撓奧爾良公爵成為未來的國王。路易十三也討厭奧爾良公爵，因此很有可能參與了這項陰謀。
據說後來路易十四的生父到了美國去，後來在17世紀六十年代期間又回到了法國，試圖向王室敲詐勒索，否則將公之於眾。此人立刻被投入了大牢。這種觀點不僅解釋了對鐵面人身份嚴格保密的原因（如果其真實身份洩密將會動搖路易十四統治的合法性），也解釋了路易十四為什麼要優待這個神秘的犯人（因為他是路易十四的生父）。
威爾（Will）和阿里埃爾·杜蘭特（Ariel Durant）也支持鐵面人是路易十四生父的觀點。路易十三被認為是一個同性戀，他無法容忍女性的存在。當他在以觀看同性戀的色情劇取樂時，非常討厭接見來訪的權貴們。黎塞留試圖讓路易十三與安妮王后同房一次，但被路易十三回避了。最後（可能是好幾天以後），王后及其隨從來到了國王那裡。路易十三才說，他願意為王室的後嗣犧牲自己的一切，與王后同房。在正常的過渡期之內，王后生下了路易十四。顯然，路易十四的生父並不是路易十三，並且其身份成為了國家機密。
後來，國王在公開場合上的一次失言廣為人知，國王的寶座受到了威脅，國王聲稱決定確認許多所謂的「路易十三的私生子女」。許多婦女編造各種與國王在一起的理由，聲稱自己與國王有私生子女。使用這種方式，民眾可以使用完全背離道德立場的謠言來更加惡毒地詆毀國王。其結果是，直到今天，仍有許多系譜學者接受了路易十三擁有這些「私生子女」的說法。

### 將軍說
1890年，法國軍事史學家路易·讓德龍（Louis Gendron）偶然發現了一些密碼信件，並將它們送到了法國密碼分析專家艾蒂安·巴澤里處。三年之後，巴澤里成功解讀了路易十四時期「偉大密碼」（Grand Chiffre）的一些資訊。其中一封信件提到了一個身份為維維安·拉貝·德·布隆德的將軍，另一封信件為盧福瓦所寫，裡面指出了德·布隆德將軍的罪名。
在九年戰爭的庫內奧戰役（1691年）中，布隆德見到敵軍抵達奧地利境內，匆忙下令拋棄了彈藥和傷患撤軍回國。這使路易十四相當惱火。在其他幾封信件裡，盧福瓦傳達了國王的命令：「Sa Majesté vous mande d'arrêter immédiatement le général Bulonde et de le conduire à la forteresse de Pignerol pour y être écroué, gardé à vue la nuit, et autorisé à se promener sur les remparts le jour, le visage recouvert d'un 330 309（國王陛下要求你立即攔下布隆德將軍，讓他來到皮內羅要塞並將他拘留，關在一間夜間有哨兵的牢房裡。白天允許他在城牆上散步，他的臉必須覆蓋著一個330 309）」。巴澤里認為這裡的「330」指的是「masque（面具）」，「309」則是句號。而在17世紀的法語裡，「avec un masque」的意思是「戴著一個面具的人」。
有些人認為憑藉著這些信件作為證據，鐵面人的真實身份已經確認無疑。然而其他一些資料證實，布隆德將軍是被公開逮捕的，其被捕的消息曾被刊登在報紙上。幾個月後他就被釋放了。同時有記錄表明他死於1709年，而此時鐵面人已經死去了六年。

### 僕人說
1801年，有革命党傾向的議員皮埃爾·魯-法齊拉克聲稱傳說中的鐵面人共有兩個，一位是埃爾科萊·安東尼奧·馬蒂奧利伯爵（詳見下文），另一位是被關在監獄裡的一名叫「厄斯塔什·多熱」的僕人。
安德魯·朗格在著作《僕人的悲劇及其他故事》（1903年）裡，提出「厄斯塔什·多熱」是雨格諾派人士魯·德·馬爾西的僕人「馬丁」的化名。1669年，在他的主人被處死之後，馬丁被捕或被騙往法國，投入皮內羅監獄，因為馬丁知道了他主人的太多事情。

### 查理二世之子說
在《鐵面人》（1908年）中，亞瑟·巴爾尼斯（Arthur Barnes）稱鐵面人的身份是雅姆·德·拉·克洛什。拉·克洛什是厭惡耶穌會的英國國王查理二世的私生子，他曾作為父親與法國天主教宮廷秘密聯絡的中介人。由於拉·克洛什知曉太多關於法國與英國之間的事情，因此被路易十四投入大牢。
查理二世的另一名私生子蒙茅斯公爵也被懷疑是鐵面人。蒙茅斯公爵是一位耶穌會信徒，曾於1685年發動蒙茅斯叛亂，反對當時信仰天主教的英國國王、其叔父詹姆斯二世。同年叛亂被鎮壓，蒙茅斯公爵被處決。然而在1768年，一位名叫聖-富瓦（Saint-Foix）的作家聲稱被處死的是公爵的替身。在公爵臨刑之前，路易十四曾遣使告知詹姆斯二世，他不希望得知自己的親外甥被殺死消息。因此蒙茅斯公爵被引渡法國，成為戴有面具的鐵面人。然而，約翰·農（John Noone）認為聖-富瓦依據傳言作出推斷，其證據不足。

### 法國大臣說
其他著名的觀點認為，鐵面人是與多熱同時被關在皮內羅監獄的囚犯。法國前財政總管富凱便是其中之一。然而根據鐵面人曾作為富凱僕人的事實似乎說明這不太可能。在1789年法國大革命中，民眾攻佔巴士底監獄之後，曾有報導稱在巴士監獄裡發現了一副依舊鎖在牆上的骨架，身邊緊挨著一個鐵制的面具。旁邊題字稱此人的名字是「富凱」。
隨後這個報導即被懷疑是不真實的。大革命的領導者試圖以此來掩蓋巴士底監獄裡沒有政治犯的事實。事實上，巴士底監獄裡只有關著十幾個人，他們不是犯有造假罪的人，就是被當作瘋子的人。

### 義大利外交官說
另一位被懷疑是鐵面人的，是17世紀著名的外交官埃爾科萊·安東尼奧·馬蒂奧利伯爵。馬蒂奧利伯爵是當時義大利的外交官。1678年，義大利的曼托瓦公爵卡洛三世因債務纏身，決定將義、法邊境的戰略要塞卡薩萊蒙費拉托賣給法國，派馬基歐利伯爵赴法交涉此事。由於法軍的佔領不受歡迎，慎重考慮是必要的。然而當馬蒂奧利在交易中獲取回扣之後，馬蒂奧利將詳情洩露給了法國的敵人西班牙。在法軍到達卡薩萊蒙費拉托要塞之前，西班牙出價買下了這個要塞。隨後，馬蒂奧利於1679年4月被法國扣押，並投入了附近的皮內羅監獄。兩年之後，法軍奪取了這個要塞。
由於鐵面人死後被以「馬爾基奧利（Marchioly）」的名字埋葬，許多人認為這證實了鐵面人的身份應該是馬蒂奧利伯爵。喬治·阿加爾-埃利斯於1820年左右查閱了從法國檔案室中提取出來的相關檔後，得出了馬蒂奧利伯爵就是被稱為「鐵面人」的神秘囚犯。他於1826年以英語出版了一本關於鐵面人身份研究的書。這本書後來被翻譯成法語，於1830年出版。德國歷史學家威廉·布勒克金（Wilhelm Broecking）經過獨立研究，在七年後得出了同樣的結論。
而那時的研究學者們明顯沒有讀過聖馬爾斯的相關信件。馬蒂奧利伯爵只在皮內羅監獄和聖馬格麗特島關押過，他根本沒有到達埃西萊斯甚至巴士底監獄。這使這種說法的可信度大打折扣。

## 多熱——囚犯的名字
在寄給聖馬爾斯的信件中，盧福瓦聲稱即將到來的戴著鐵面具的囚犯名叫「厄斯塔什·多熱」。歷史學家發現在當時確有多熱其人，並且牽涉到當時令法國高層尷尬的許多曖昧事件。他的全名叫「厄斯塔什·多熱·德·卡瓦耶」（Eustache Dauger de Cavoye）。
厄斯塔什·多熱出生於1637年8月30日，其父弗朗索瓦·多熱（François Dauger）是黎塞留公爵的衛隊隊長。弗朗索瓦與瑪麗亞·德·塞里尼揚（Marie de Sérignan）結婚並育有十一名子嗣，其中九名活到了成年。法蘭西斯及其長子、次子陣亡之後，厄斯塔什成為名義上的該家族首領。厄斯塔什加入了軍隊。在軍隊裡，其頂頭上司就是當時非常勇敢的戰士、同時也是著名的花花公子和雙性戀人士的吉什伯爵。

### 醜聞
1659年4月，厄斯塔什和吉什兩人同時受邀前往魯瓦西布里，參加復活節週末的聚會。據大家所說，聚會上有人以各種各樣骯髒方式幹出同性戀的舉動，其中包括攻擊樞機主教馬薩林的代理人。據說他們還舉行了黑彌撒，作出同性戀舉動；他們把一隻豬當作鯉魚施以洗禮，以便他們在基督受難日能夠吃上豬肉。
這些事情被公眾知曉之後，參加聚會者大多遭到審問，肇事者被監禁或流放。沒有發現多熱關於此事的記載；然而據稱，在1665年，多熱於聖日耳曼昂萊城堡附近，與一個醉酒的年輕聽差爭吵並殺死了他，這件事同時牽涉到德·富瓦公爵（Duc de Foix）。兩人宣稱是那個醉酒的聽差先向他們挑釁。然而，殺人事件發生在國王駐蹕的城堡附近，意味著這並非一個好的藉口。最終多熱被迫辭去了他的軍職。
事後不久，多熱的母親便逝世了。在她一年前寫的遺囑裡，她將她的財產傳給依然在世的、較年長的兩子——厄斯塔什和阿爾芒（Armand），將大部分房產留給了他們的弟弟路易（Louis）。厄斯塔什繼承財產後揮霍無度，已經負債累累，餘下的財產僅能保證他自己的「食物和保養」。作為一家的族長，他得到了一小塊的房產。然而這些房產也是路易送給他的，同時，路易在每年還給他一些經濟資助。

### 投毒事件
1930年代，一位名叫莫里塞·迪維維耶（Maurice Duvivier）的歷史學家認為多熱牽涉到著名的投毒事件中。投毒事件發生於1677年，是一樁法國高官用黑彌撒和投毒的方法企圖害死路易十四的醜聞。許多高層人士被牽涉其中，成為被告。當調查到路易十四的情婦蒙特斯龐侯爵夫人以及弟媳奧爾良公爵夫人，牽涉其中後，國王下令掩蓋了這一事實。
相關的審訊資料記載，在審訊期間，審訊人員得知毒藥是由一位名叫奧熱的外科醫生提供的。迪維維耶認為這個「奧熱」（Auger）就是多熱·德·卡瓦耶。多熱在失去繼承權並且一貧如洗的情況下成為了這個毒藥的供應者「奧熱」醫生。後來多熱因此事而被投獄，成為鐵面人。
在富凱（就是那個在監獄裏曾被稱作「多熱」的鐵面人服伺過的人）死後不久，司法大臣盧福瓦寫信給聖馬爾斯。大臣在信的後面親筆加了一段話，詢問多熱是如何按照聖馬爾斯在之前書信（相關書信未找到）所提到的方式做的，以及「他是如何得到毒藥的，這很有必要知道」。迪維維耶認為在盧福瓦及其政敵柯爾貝爾的勾心鬥角中，盧福瓦指使多熱將富凱毒死。

### 獄中的多熱
然而，已經有證據表明多熱·德·卡瓦耶事實上在聖-拉扎爾監獄裡死去的。被保存下來的檔證實，多熱·德·卡瓦耶被關進聖-拉扎爾監獄的時間，與那個被稱作「多熱」的鐵面人被關進皮內羅監獄的時間相同。
這些證據包括了多熱於1678年7月20日寄給妹妹法布雷格侯爵夫人（Marquise de Fabrègues）的信件。在信中，多熱顧影自憐地抱怨他在監獄中十年裡所受到的待遇，以及他是如何被自己的弟弟路易和克萊拉克（Clérac，克萊拉克也是路易的房產管理者）所欺騙的。一年之後，多熱給國王寫了一封信，信中同樣抱怨自己的牢獄生活，同時懇請國王的特赦。國王最好的辦法則是給聖-拉扎爾監獄的負責人寫信，告訴他「除非你本人或監獄裡的牧師以外，必須讓任何人都不知多熱·卡瓦耶先生的存在，甚至包括他的妹妹也不能知道」。這封信件是由國王和柯爾貝爾親自簽署的。
曾與多熱同時被關押在同一個監獄的布里耶納伯爵曾寫過一首詩。這首詩證明了厄斯塔什·多熱·德·卡瓦耶在1680年代末期因酒精中毒而死。歷史學家們依此認為這個厄斯塔什·多熱·德·卡瓦耶與鐵面人沒有任何關係。

## 相關文化

### 文學作品
- 《布拉熱洛納子爵》，（法國）大仲馬著。其最後一部題為「鐵面人」
- 《鐵面人》（The Man With the Iron Mask），（英國）亨利·维泽泰利著。
- 《國家機密》（Secret d'etat），朱麗耶苔·本卓尼（Juliette Benzoni）著
- 《卡珊德拉帕爾米爾系列》（Cassandra Palmer series），路易-凱撒（Louis-César）著

### 電影與電視劇
- 1909年《鐵面人》（La maschera di ferro），義大利無聲電影
- 1923年《鐵面人》（Der Mann mit der eisermen Maske），德國無聲電影
- 1929年《鐵面具》（The Iron Mask），美國無聲電影（主演：范朋克）
- 1939年《鐵面人》（The Man in the Iron Mask），美國黑白電影（導演：詹姆斯·惠尔；主演：路易·海華德（英语：Louis Hayward）、瓊·本內特、華倫·威廉、阿蘭·哈爾（英语：Alan Hale, Jr.））
- 1952年《鐵面婦》（Lady in the Iron Mask），美國彩色電影（主演：路易·海華德、帕特里西婭·美迪那（英语：Patricia Medina）、阿蘭·哈爾）
- 1962年《鐵面人》（Le Masque de fer），義大利、法國合拍電影（主演：讓·馬萊）
- 1968年《鐵面人》（The Man in the Iron Mask），英國電視連續劇（9集）
- 1977年《鐵面人》（The Man in the Iron Mask），英國電視劇（演員：李察·張伯倫、帕特里克·麥克古汗（英语：Patrick McGoohan）、路易·喬丹（英语：Louis Jourdan）、珍妮艾格特、伊恩·霍姆、拉爾夫·理查德森（英语：Ralph Richardson）、維維安·梅爾占特（英语：Vivien Merchant））
- 1979年《第五個火槍手》（The Fifth Musketeer），又名《在鐵面具後面》（Behind the Iron Mask），奧地利、西德合拍電影（導演：肯·安納金；演員：烏蘇拉·安德烈斯（英语：Ursula Andress）、博·布里奇斯、柯纳·王尔德、羅伊德·布里吉斯（英语：Lloyd Bridges）、何塞·费勒、奧麗薇·夏蕙蘭、雷克斯·哈里遜、阿蘭·哈爾）
- 1985年《鐵面人》（The Man in the Iron Mask），澳大利亞動畫片
- 1987年《三個火槍手》（アニメ三銃士），日本動畫片，裡面的鐵面人（鉄仮面）以惡棍形象出現。
- 1998年《鐵面人》（The Man in the Iron Mask），英、美合拍電影（導演：蘭達爾·華拉斯（英语：Randall Wallace）；演員：李奧納多·狄卡皮歐、傑瑞米·艾朗、約翰·馬克維奇、傑哈·德巴狄厄、加布里埃尔·伯恩）
- 1998年《鐵面人》（The Man in the Iron Mask），又名《仲馬的面具》（The Mask of Dumas），美國電影（導演：威廉·理徹特（英语：William Richert）；演員：愛德華·阿爾伯特（英语：Edward Albert）、達娜·巴倫（英语：Dana Barron）、提摩西·玻特姆斯（英语：Timothy Bottoms））
- 2009年《特種部隊：眼鏡蛇的崛起》（G.I. Joe: The Rise of Cobra）
- 另：2001年中国大陆电视剧《少年包青天2》中，襄阳王派杀手劫持了宋仁宗，并用一长相酷似仁宗的农夫将其掉包，准备篡位。而真正的宋仁宗被戴上只露出眼睛和鼻子的铁面具，以刺客的身份关进大牢，险些被处死。此桥段即来自铁面人的故事。

## 相關內容
- 大仲馬小說達太安浪漫三部曲的最後一部作品《布拉熱洛納子爵》（Le Vicomte de Bragelonne ou Dix ans plus tard）中最後一節為「鐵面人」（L'homme au masque de fer），其情節依據鐵面人的傳說而寫
- 撞臉
- 伊凡六世，俄國羅曼諾夫王朝沙皇，被篡位後長期遭監禁，與鐵面人遭遇相似。

## 腳註
1. 1 2 3 4  The Man in the Iron Mask, Timewatch TV documentary presented by Henry Lincoln, BBC, 1988
2. 1 2 3 4 5 6 7 8 9  The Man Behind the Iron Mask by John Noone, 1988
3. ↑  Dumas, Alexandre. . 2004-09-22  [2010-07-25]. （原始内容存档于2009-09-24） （英语）.
4. ↑  . RunMovies.   [2018-05-02]. （原始内容存档于2009-10-01） （法语）.
5. ↑  Williamson, Hugh Ross. . Penguin. 2002. ISBN 0141390972.
6. ↑  Broadsheet published in 1789, available from the Bibliothèque nationale de France

## 外部連結
- The Mystery of the Iron Mask （页面存档备份，存于）
- The Man in the Iron Mask - 古腾堡计划
- Who was the "Man in the Iron Mask"? （页面存档备份，存于） at the Straight Dope